# No Sound Without Silence Tour
Die No Sound Without Silence Tour ist die dritte Konzerttournee der irischen Pop-Rock Band The Script. Mit ihr wird das vierte Studioalbum der Band vorgestellt, welches den gleichen Namen wie die Tournee trägt. Die Tournee begann am 16. Januar 2015 in Tokio und besuchte daraufhin Europa, Nordamerika, Asien, Südamerika, Afrika und Ozeanien.

## Vorgruppen
- Colton Avery (Europa, Nordamerika, Australien, Thailand)
- Mary Lambert (Nordamerika)
- Phillip Phillips (Südafrika)
- Silent Sanctuary (Philippinen)
- Tinie Tempah (Europa)
- Pharrell Williams (Dublin)
- The Wailers (Dublin)
- The Sam Willows (Singapur)
- Kensington (Europa)

## Setliste
Die Reihenfolge und Auswahl der Lieder wichen bei verschiedenen Konzerten teilweise ab.
1. Paint the Town Green
2. Hail Rain or Sunshine
3. Breakeven
4. Before the Worst
5. Superheroes
6. We Cry
7. If You Could See Me Now
8. Man on a Wire
9. Nothing
10. Good Ol' Days
11. Never Seen Anything "Quite Like You
12. The Man Who Can't Be Moved
13. You Won't Feel A Thing
14. It's Not Right For You
15. Six Degrees of Separation
16. The Energy Never Dies
17. For the First Time
18. No Good in Goodbye
19. Hall of Fame

## Konzerte
| Datum              | Stadt             | Land                         | Veranstaltungsort                | Vorgruppe                      | Besucherzahl      | Einnahmen  |
| Asien              | Asien             | Asien                        | Asien                            | Asien                          | Asien             | Asien      |
| ------------------ | ----------------- | ---------------------------- | -------------------------------- | ------------------------------ | ----------------- | ---------- |
| 16. Januar 2015    | Tokio             | Japan                        | Akasaka Blitz                    | —                              | —                 | —          |
| Afrika             |                   |                              |                                  |                                |                   |            |
| 4. Februar 2015    | Johannesburg      | Südafrika                    | Coca-Cola Dome                   | Phillip Phillips               | 12.092 / 14.479   | $433.963   |
| 6. Februar 2015    | Durban            | Südafrika                    | ICC Durban Arena                 | Phillip Phillips               | 7.569 / 7.569     | $233.474   |
| 8. Februar 2015    | Kapstadt          | Südafrika                    | Grand West Arena                 | Phillip Phillips               | 6.872 / 6.888     | $226.419   |
| Asien              |                   |                              |                                  |                                |                   |            |
| 12. Februar 2015   | Dubai             | Vereinigte Arabische Emirate | RedFestDXB                       | —                              | —                 | —          |
| Europa             |                   |                              |                                  |                                |                   |            |
| 19. Februar 2015   | Glasgow           | Schottland                   | The SSE Hydro                    | Colton Avery Tinie Tempah      | 23.641 / 24.124   | $1.253.840 |
| 20. Februar 2015   | Glasgow           | Schottland                   | The SSE Hydro                    | Colton Avery Tinie Tempah      | 23.641 / 24.124   | $1.253.840 |
| 21. Februar 2015   | Aberdeen          | Schottland                   | AECC GE & Oil Gas Arena          | Colton Avery Tinie Tempah      | —                 | —          |
| 23. Februar 2015   | Newcastle         | England                      | Metro Radio Arena                | Colton Avery Tinie Tempah      | —                 | —          |
| 24. Februar 2015   | Leeds             | England                      | First Direct Arena               | Colton Avery Tinie Tempah      | —                 | —          |
| 26. Februar 2015   | Birmingham        | England                      | LG Arena                         | Colton Avery Tinie Tempah      | —                 | —          |
| 28. Februar 2015   | Sheffield         | England                      | Motorpoint Arena Sheffield       | Colton Avery Tinie Tempah      | —                 | —          |
| 2. März 2015       | Cardiff           | Wales                        | Motorpoint Arena Cardiff         | Colton Avery Tinie Tempah      | —                 | —          |
| 3. März 2015       | Nottingham        | England                      | Capital FM Arena                 | Colton Avery Tinie Tempah      | —                 | —          |
| 5. März 2015       | Liverpool         | England                      | Echo Arena                       | Colton Avery Tinie Tempah      | —                 | —          |
| 6. März 2015       | Manchester        | England                      | Phones 4u Arena                  | Colton Avery Tinie Tempah      | 31.068 / 31.813   | $1.610.570 |
| 7. März 2015       | Manchester        | England                      | Phones 4u Arena                  | Colton Avery Tinie Tempah      | 31.068 / 31.813   | $1.610.570 |
| 9. März 2015       | Bournemouth       | England                      | Bournemouth International Centre | Colton Avery Tinie Tempah      | —                 | —          |
| 10. März 2015      | Brighton          | England                      | Brighton Centre                  | Colton Avery Tinie Tempah      | —                 | —          |
| 13. März 2015      | London            | England                      | O₂ Arena                         | Colton Avery Tinie Tempah      | 32.404 / 35.167   | $1.670.320 |
| 14. März 2015      | London            | England                      | O₂ Arena                         | Colton Avery Tinie Tempah      | 32.404 / 35.167   | $1.670.320 |
| 16. März 2015      | Paris             | Frankreich                   | Zénith de Paris                  | Colton Avery Tinie Tempah      | —                 | —          |
| 17. März 2015      | Köln              | Deutschland                  | Palladium                        | Colton Avery Tinie Tempah      | —                 | —          |
| 19. März 2015      | Antwerpen         | Belgien                      | Lotto Arena                      | Colton Avery Tinie Tempah      | —                 | —          |
| 20. März 2015      | Amsterdam         | Niederlande                  | Ziggo Dome                       | Colton Avery Tinie Tempah      | —                 | —          |
| 21. März 2015      | Amsterdam         | Niederlande                  | Ziggo Dome                       | Colton Avery Tinie Tempah      | —                 | —          |
| 23. März 2015      | Oslo              | Norwegen                     | Oslo Spektrum                    | Colton Avery Tinie Tempah      | —                 | —          |
| 24. März 2015      | Stockholm         | Schweden                     | Annexet                          | Colton Avery Tinie Tempah      | —                 | —          |
| 26. März 2015      | München           | Deutschland                  | Zenith                           | Colton Avery Tinie Tempah      | —                 | —          |
| 27. März 2015      | Bern              | Schweiz                      | Festhalle                        | Colton Avery Tinie Tempah      | —                 | —          |
| 28. März 2015      | Mailand           | Italien                      | Mediolanum Forum                 | Colton Avery Tinie Tempah      | —                 | —          |
| 30. März 2015      | Barcelona         | Spanien                      | Palau Sant Jordi                 | Colton Avery Tinie Tempah      | —                 | —          |
| 31. März 2015      | Madrid            | Spanien                      | Barclaycard Center               | Colton Avery Tinie Tempah      | —                 | —          |
| 1. April 2015      | Lissabon          | Portugal                     | MEO Arena                        | Colton Avery Tinie Tempah      | —                 | —          |
| Asien              |                   |                              |                                  |                                |                   |            |
| 17. April 2015     | Manila            | Philippinen                  | Mall of Asia Arena               | Silent Sanctuary               | —                 | —          |
| 15. April 2015     | Seoul             | Südkorea                     | Olympic Gymnastics Arena         | —                              | —                 | —          |
| 19. April 2015     | Kuala Lumpur      | Malaysia                     | Stadium Malawati Shah Alam       | Colton Avery                   | —                 | —          |
| 21. April 2015     | Kallang           | Singapur                     | Singapore Indoor Stadium         | The Sam Willows                | —                 | —          |
| Ozeanien           |                   |                              |                                  |                                |                   |            |
| 24. April 2015     | Perth             | Australien                   | Perth Arena                      | Colton Avery                   | 8.963 / 9.311     | $504.577   |
| 27. April 2015     | Adelaide          | Australien                   | Adelaide Entertainment Centre    | Colton Avery                   | 4.263 / 7.500     | $233.121   |
| 29. April 2015     | Melbourne         | Australien                   | Rod Laver Arena                  | Colton Avery                   | —                 | —          |
| 1. Mai 2015        | Sydney            | Australien                   | Allphones Arena                  | Colton Avery                   | 11.763 / 12.181   | $690.821   |
| 2. Mai 2015        | Brisbane          | Australien                   | Brisbane Entertainment Centre    | Colton Avery                   | 7.172 / 7.645     | $411.786   |
| 5. Mai 2015        | Auckland          | Neuseeland                   | Vector Arena                     | Colton Avery                   | —                 | —          |
| Asien              |                   |                              |                                  |                                |                   |            |
| 8. Mai 2015        | Bangkok           | Thailand                     | Impact Arena                     | Colton Avery                   | —                 | —          |
| Nordamerika        |                   |                              |                                  |                                |                   |            |
| 26. Mai 2015       | Boston            | Vereinigte Staaten           | House of Blues                   | Colton Avery Mary Lambert      | —                 | —          |
| 27. Mai 2015       | Philadelphia      | Vereinigte Staaten           | Electric Factory                 | Colton Avery Mary Lambert      | —                 | —          |
| 28. Mai 2015       | Toronto           | Kanada                       | Massey Hall                      | Colton Avery Mary Lambert      | —                 | —          |
| 30. Mai 2015       | Las Vegas         | Vereinigte Staaten           | Mandalay Bay                     | Colton Avery Mary Lambert      | —                 | —          |
| 31. Mai 2015       | Oakland           | Vereinigte Staaten           | Fox Oakland Theatre              | Colton Avery Mary Lambert      | —                 | —          |
| 2. Juni 2015       | Los Angeles       | Vereinigte Staaten           | Wiltern Theatre                  | Colton Avery Mary Lambert      | —                 | —          |
| 5. Juni 2015       | Minneapolis       | Vereinigte Staaten           | State Theatre                    | Colton Avery Mary Lambert      | —                 | —          |
| 6. Juni 2015       | Chicago           | Vereinigte Staaten           | Riviera Theatre                  | Colton Avery Mary Lambert      | —                 | —          |
| 7. Juni 2015       | St. Louis         | Vereinigte Staaten           | The Pageant                      | Colton Avery Mary Lambert      | —                 | —          |
| 10. Juni 2015      | Mexiko-Stadt      | Mexiko                       | Auditorio Nacional               | Colton Avery Mary Lambert      | 4.252 / 9.541     | $228.123   |
| Europa             |                   |                              |                                  |                                |                   |            |
| 13. Juni 2015      | Landgraaf         | Niederlande                  | Pinkpop                          | —                              | —                 | —          |
| 14. Juni 2015      | Esch-sur-Alzette  | Luxemburg                    | Rockhal                          | —                              | —                 | —          |
| 20. Juni 2015      | Dublin            | Irland                       | Croke Park                       | Pharrell Williams Co-headliner | 74.635 / 74.635   | $4.904.487 |
| 28. Juni 2015      | Werchter          | Belgien                      | Rock Werchter                    | —                              | —                 | —          |
| 2. Juli 2015       | Brandon           | England                      | Thetford Forest                  | —                              | —                 | —          |
| 3. Juli 2015       | Arras             | Frankreich                   | Main Square Festival             | —                              | —                 | —          |
| 9. Juli 2015       | Lucca             | Italien                      | Piazza Napoleone                 | —                              | —                 | —          |
| 11. Juli 2015      | Auchterarder      | Schottland                   | T in the Park                    | —                              | —                 | —          |
| Asien              |                   |                              |                                  |                                |                   |            |
| 14. Juli 2015      | Byblos            | Libanon                      | Byblos International Festival    | —                              | —                 | —          |
| Europa             |                   |                              |                                  |                                |                   |            |
| 18. Juli 2015      | Vila Nova de Gaia | Portugal                     | Festival Marés Vivas             | —                              | —                 | —          |
| 21. Juli 2015      | Nyon              | Schweiz                      | Paléo Festival Nyon              | —                              | —                 | —          |
| 25. August 2015    | Zürich            | Schweiz                      | Komplex 457                      | —                              | —                 | —          |
| 27. August 2015    | Bochum            | Deutschland                  | Zeltfestival Ruhr                | —                              | —                 | —          |
| 28. August 2015    | Frankfurt am Main | Deutschland                  | Jahrhunderthalle                 | —                              | —                 | —          |
| 4. September 2015  | Hamburg           | Deutschland                  | Stadtpark                        | Colton Avery, Kensington       | —                 | —          |
| 5. September 2015  | Kopenhagen        | Dänemark                     | Falconer Salen                   | Colton Avery                   | —                 | —          |
| Südamerika         |                   |                              |                                  |                                |                   |            |
| 18. September 2015 | Rio de Janeiro    | Brasilien                    | Rock in Rio                      | —                              | —                 | —          |
| Insgesamt          | Insgesamt         | Insgesamt                    | Insgesamt                        | Insgesamt                      | 224.694 / 240.853 | 12.461.501 |